# Chojnice
Chojniceⓘ (em alemão: Konitz) é um município localizado no norte da Polônia. Pertence à voivodia da Pomerânia, no condado de Chojnice. Estende-se por uma área de 21,0 km², com 38 508 habitantes, segundo o censo de 31 de dezembro de 2024, com uma densidade de 1 830 hab./km².

## Localização
A cidade está localizada na estrada nacional n.º 22, 120 km a sudoeste de Gdansk.
Chojnice está localizada na histórica Pomerânia de Gdansk. Etnograficamente, está incluída na região da Cassúbia.
Segundo a regionalização físico-geográfica da Polônia, a cidade está localizada no Distrito do Lago Norte.

## História

### Mesolítico
Como resultado dos trabalhos arqueológicos de Stefan Karol Kozłowski, o grupo Chojnice da cultura Chojnice-Pienków foi reconhecido a partir de sítios arqueológicos próximo de Chojnice.

### Início da aldeia
Um assentamento eslavo com caráter urbano provavelmente já estava instalado por volta de 1200. Com base em pesquisas arqueológicas, supõe-se que na primeira metade do século XII existia um assentamento fortificado ou um assentamento na parte leste da cidade posterior (na colina próxima à igreja paroquial); essa hipótese não foi confirmada e tem oponentes. No final do século XII, o assentamento medieval aumentou nos limites da cidade posterior. As pesquisas se concentraram na área entre as ruas Szewska e Podmurna; o edifício ou as estruturas estavam localizados no istmo entre os dois lagos (ou separavam a península do interior).

### Primeiras fontes e fundação da cidade
As informações indiretas mais antigas sobre Chojnice estão contidas em um documento emitido por Mściwoj II em 1275 para os agostinianos do vilarejo vizinho de Swornegacie. O testamento menciona Mislibous Malowy de Choyniz, que se acredita ser o primeiro habitante conhecido da cidade pelo nome.
As deficiências nas fontes impossibilitam estabelecer com certeza a data de fundação da cidade, entre as conjecturas estão por volta de 1322 (que está relacionada à criação da comenda de Człuchów, outras datas propostas são 1205, o período anterior a 1308 ou 1310). Em 1340, em um documento de Dietrich von Altenburg, Grão-Mestre da Ordem Teutônica, de uma concessão de terras que faziam fronteira com Chojnice, Chojnice foi mencionada pela primeira vez como “civitas nostrae Conitz” (nossa cidade Chojnice). Com base em pesquisas arqueológicas em Chojnice, foi definido que as origens da cidade remontam ao século XIV (a madeira usada nas paredes foi datada de 1365 e 1420).

### No Estado teutônico
Em 1309, a cidade ficou sob o domínio dos Cavaleiros Teutônicos, que fortificaram Chojnice durante a primeira metade do século XIV, ampliaram a área pertencente à cidade e finalmente emitiram um novo documento de fundação em 1360. Em 1317, a arquidiocese da Pomerânia foi abolida. As antigas terras da castelania de Racińsko-szczycieński (incluindo Chojnice e seus arredores) foram incorporadas à arquidiocese de Gniezno.

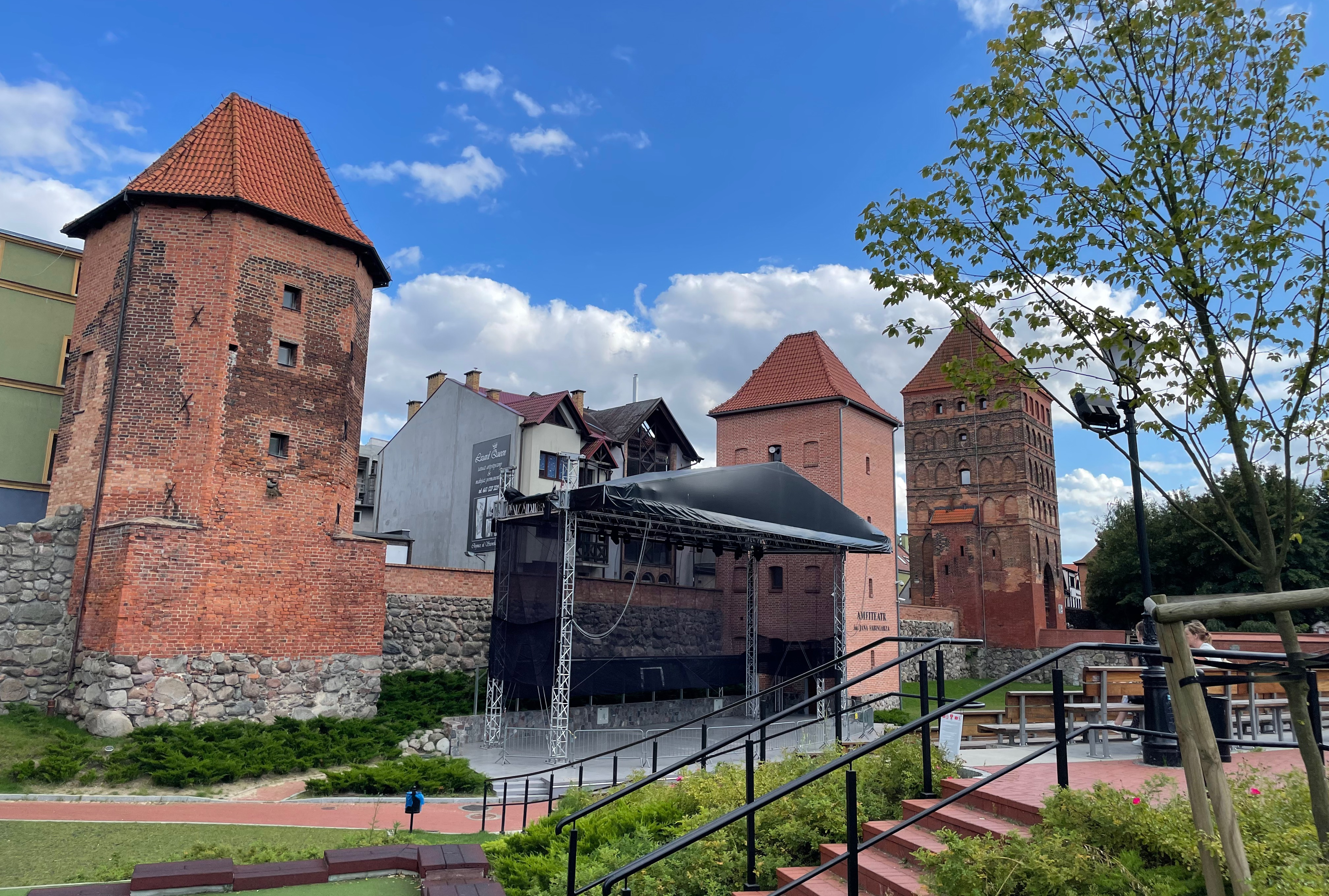
As muralhas defensivas com torres da segunda metade do século XIV (a torre do meio visível na foto foi acrescentada depois de 2000)

Graças à sua localização na principal rota que ligava a Ordem Teutônica a Brandemburgo, Chojnice se desenvolveu muito rapidamente, enriquecendo principalmente com o comércio. Em 20 anos (1340–1360), a igreja paroquial foi construída e as fortificações foram concluídas. Isso também fez de Chojnice um elo importante no sistema de defesa da fronteira sudoeste do Estado teutônico. Por isso, a cidade foi chamada de Chave e Portão da Pomerânia por Jan Długosz.
O período de sucesso terminou com a eclosão da guerra polaco-teutônica em 1409. Após a vitória em Grunwald, as tropas polonesas também entraram na cidade por um curto período. Em 1433, a cidade foi sitiada por um exército de taboritas tchecos apoiados por nobres poloneses liderados por Jan Ostroróg. Após uma revolta aberta contra os Cavaleiros Teutônicos e a rendição das cidades prussianas à proteção de Casimiro IV Jagelão, uma grande batalha ocorreu perto de Chojnice em 1454 entre os exércitos de ambos os lados. Nessa batalha, os Cavaleiros Teutônicos saíram vitoriosos, resultando em uma árdua guerra de treze anos. A flor da cavalaria polonesa, incluindo Jan Zawisza, filho do famoso Zawisza, o Negro, foi capturada, e o próprio rei teve de fugir. Foi somente em 1466, após um cerco de três meses, que a cidade, como uma das últimas fortalezas teutônicas, foi tomada pelas tropas da Coroa do Reino da Polônia.
Em 1426 e 1472, a cidade é chamada de Choynicza. Segundo Rymut, na Idade Média havia também a forma Chojnica, sendo que no plural o nome ocorre constantemente desde o século XVII.
Um dos dois starostas de Chojnice durante o período da Coroa do Reino da Polônia foi Andrzej Puszkarz, de Dobrzyczany, que obteve essa posição em reconhecimento aos seus méritos após a Guerra dos Treze Anos (1454–1466), e provavelmente a manteve até 6 de outubro de 1483, quando morreu. O segundo e último starosta da Coroa foi Mikołaj Kościelecki, que ocupou o cargo entre 27 de agosto de 1484 e 26 de dezembro de 1487.

### Linha do tempo

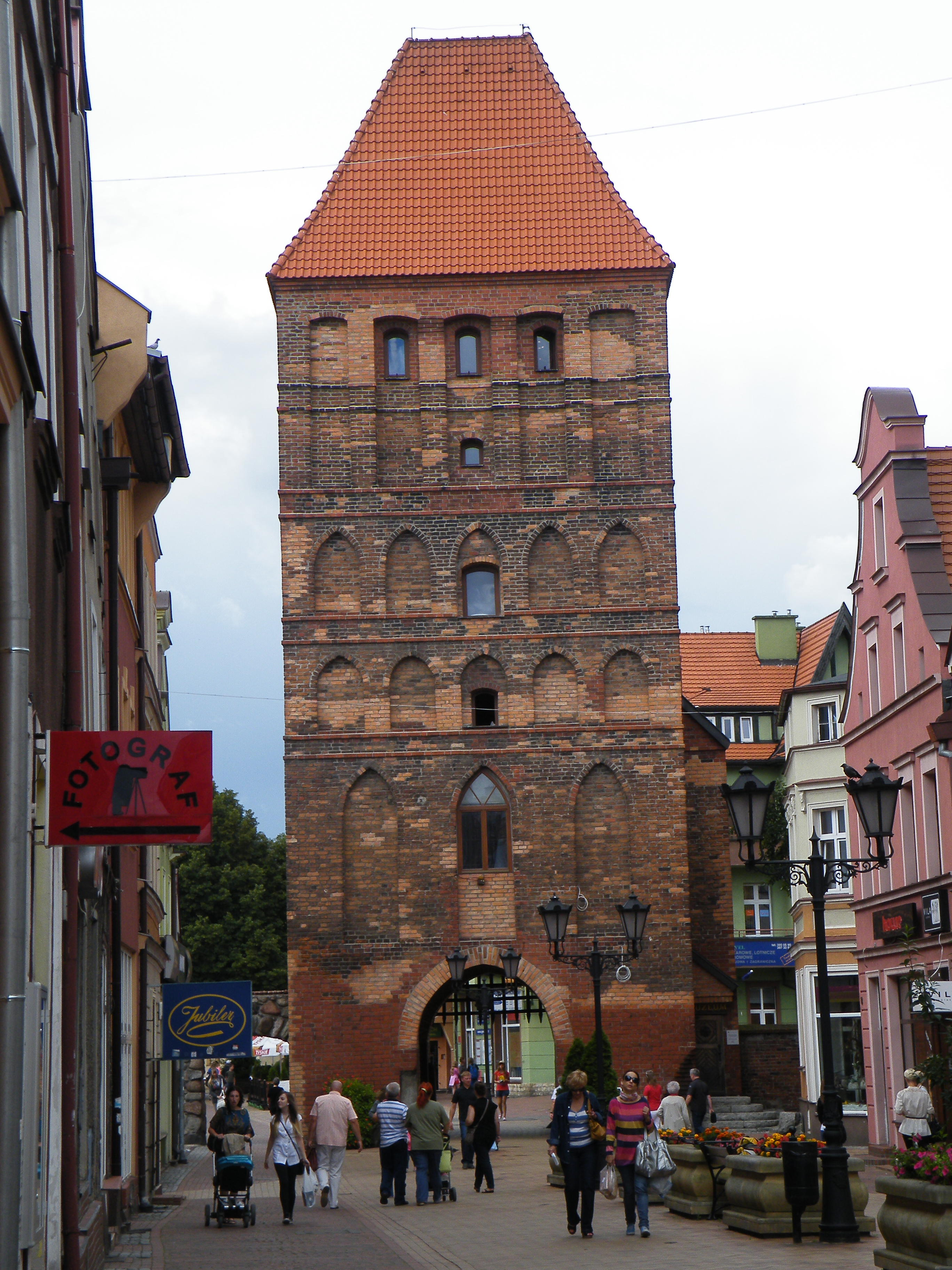
O único portão Człuchów sobrevivente (de três), de cinco andares (segunda metade do século XIV), agora abriga o Museu Histórico e Etnográfico Julian Rydzkowski, fundado em 1932

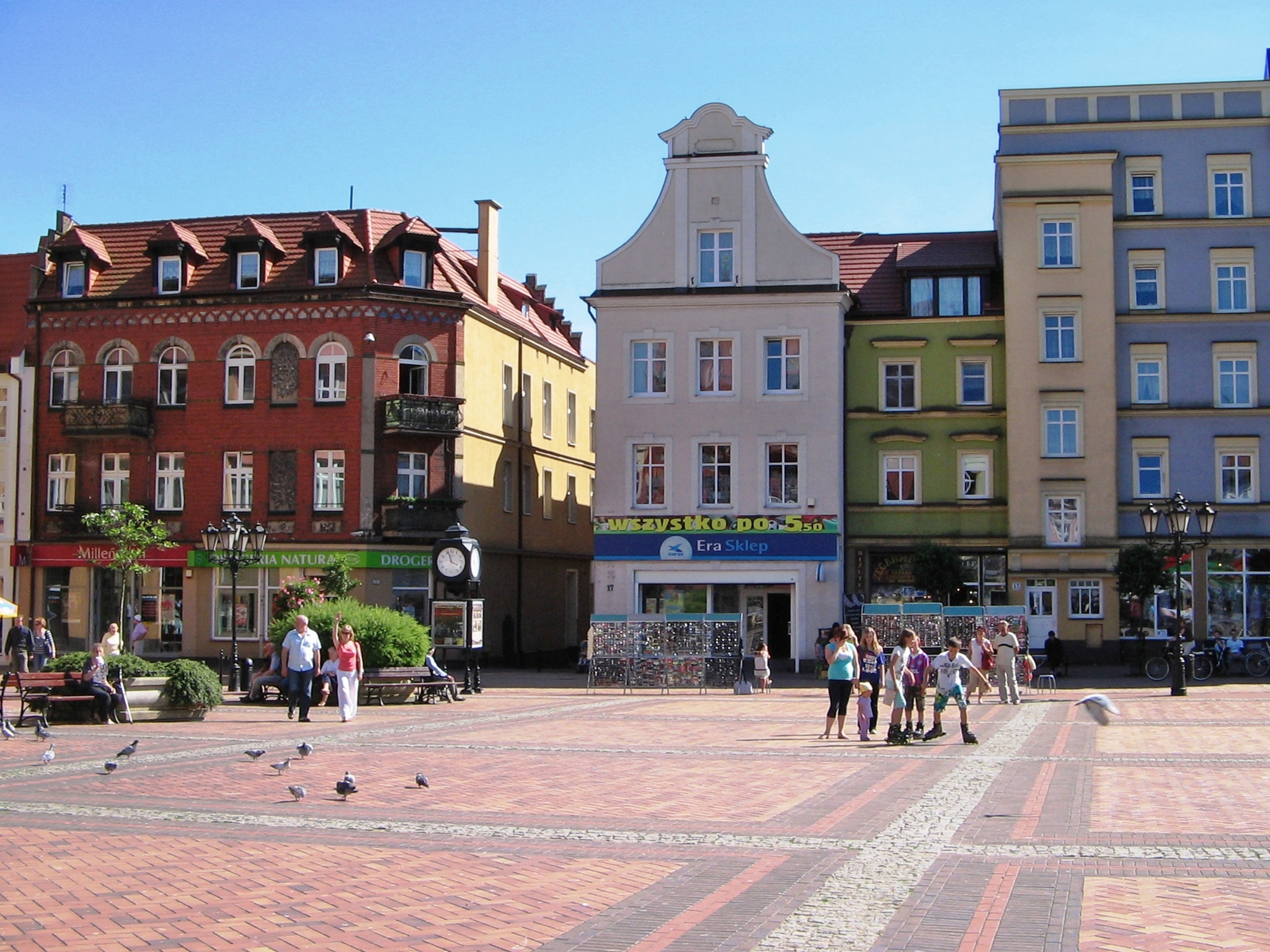
Praça principal em Chojnice

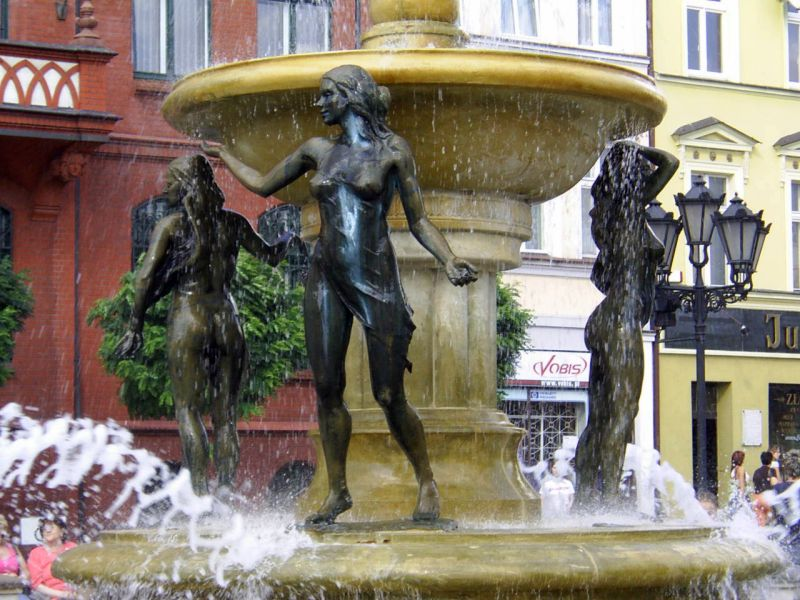
Fonte na praça principal de Chojnice

- 1275 – Primeira menção de Chojnice em fontes históricas.

Chojnice no Estado da Ordem Teutônica
- 1309 – Chojnice passa a fazer parte do Estado da Ordem Teutônica.
- 1340–1360 – A igreja gótica de São João Batista é construída.
- 1360 – Renovação do documento de fundação da cidade de Chojnice. A cidade recebeu 131 łans de terra arável e floresta, dos quais a cidade recebeu 25 e o pároco 6 łans livres de impostos. De 100 łans, a cidade pagou tributo e impostos em espécie aos Cavaleiros Teutônicos, bem como do moinho, cuja posse foi garantida à cidade por um privilégio.
- 1356 – Os monges agostinianos se estabeleceram na cidade e (com uma pausa durante a Reforma Protestante) residiram lá até a dissolução do mosteiro em 1819.
- 1410 – Após a Batalha de Grunwald, as tropas polonesas capturam Chojnice por um breve período.
- 1417–1436 – Os artesãos de Chojnice recebem wilkierze, ou privilégios de guilda: 1 417 — alfaiates, 1 422 — tecelões, açougueiros, sapateiros, cuteleiros, ferreiros, seleiros, confeiteiros, costureiros, 1 436 — padeiros.
- 1440 – Chojnice entra para a Confederação Prussiana.
- 1446 – O conselho municipal interrompe os contatos com os estados prussianos.
- 1454 – Batalha de Chojnice.

Chojnice na República das Duas Nações
- 1466 – Em 28 de setembro, a guarnição teutônica de Chojnice capitula. Em 19 de outubro, é concluída a Segunda Paz de Toruń. Chojnice é incorporada à Polônia.
- 1555 – O conselho municipal declara oficialmente a aceitação da fé protestante. Os protestantes assumem o controle da igreja paroquial dos católicos. O pároco Jan Siński, que defendia a igreja, é morto em um tumulto.
- 1616 – A cidade devolve a igreja paroquial aos católicos.
- 1620 – Os jesuítas se estabelecem em Chojnice.
- 1623 – Os jesuítas inauguram uma escola.
- 1627 – Incêndio.
- 1655–1660 – Graves danos causados pelo Dilúvio Sueco.
- 1657 – Batalha de Chojnice.
- 1700–1721 – Terceira Guerra do Norte. Ocorre o empobrecimento da cidade.
- 1733 – Incêndio.
- 1742 – Incêndio — quase todos os prédios da cidade foram queimados.
- 1744 – Término da construção de uma igreja jesuíta barroca e colégio estudantes pobres.
- 1744–1755 – O prédio da escola jesuíta é erguido.

Chojnice na Prússia e no Império Alemão
- 1772 – Após a Primeira Partição da Polônia, Chojnice passa para o domínio prussiano.
- 1815 – Abertura de um ginásio estatal no lugar do antigo colégio jesuíta.
- 1819 – Abolição do mosteiro agostiniano.
- 1843 – Fundação da caixa econômica municipal.
- 1846 – Incêndio no subúrbio de Człuchów.
- 1848 – Surge o Conitzer Mittheilungen, o primeiro jornal publicado na cidade.[19]

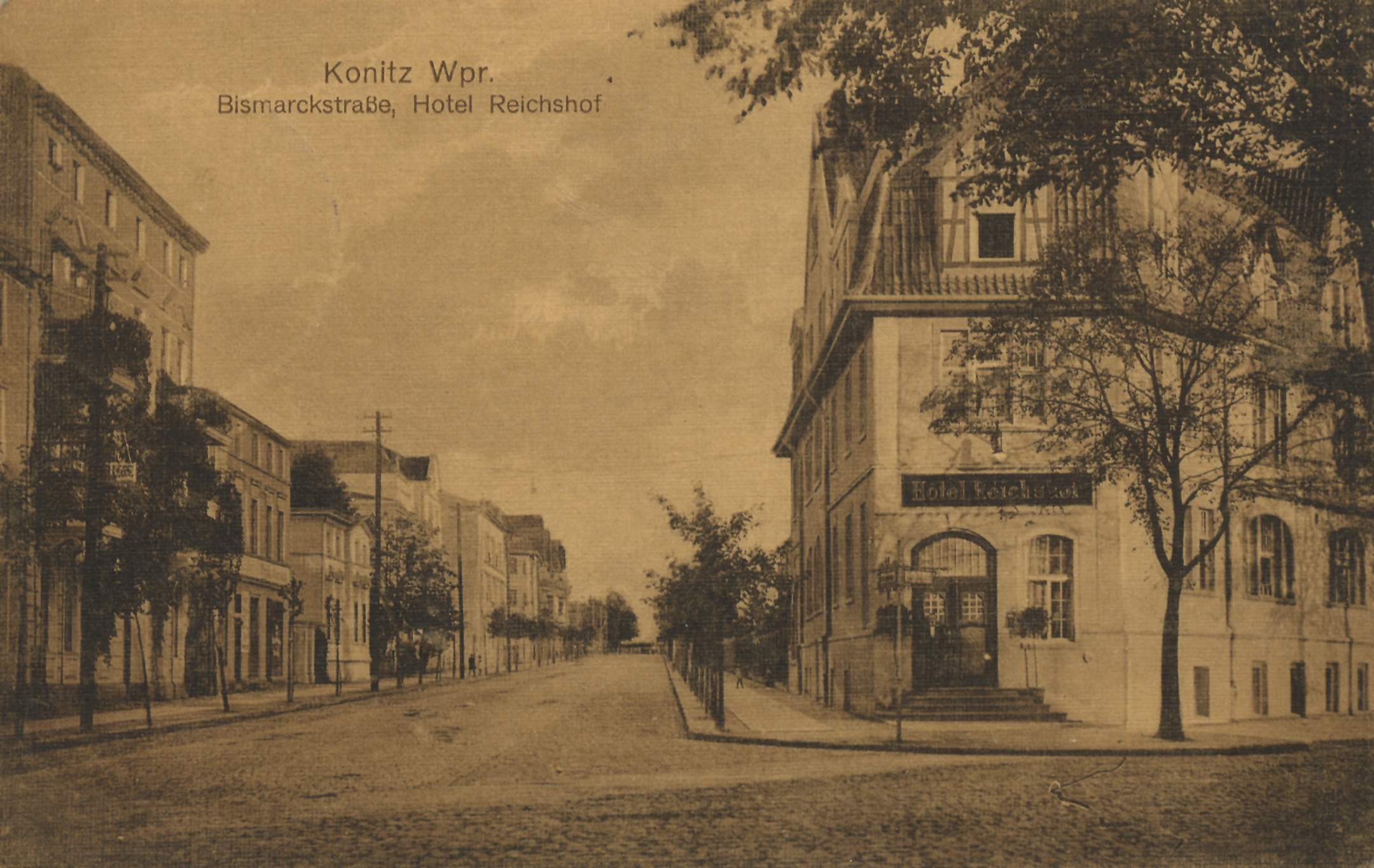
Chojnice sob o domínio prussiano

- 1864 – Chojnice obtém uma conexão telegráfica com Szczecin.
- 1870 – Inauguração da usina de gás municipal.
- 1879 – Chojnice se torna a sede do tribunal distrital e do escritório do promotor distrital.
- 1886 – Inauguração do hospital administrado pelas Irmãs Franciscanas Hospitalares.
- 1892 – A cidade tem 10 107 habitantes — 8 673 alemães (86%), 810 cassúbios, 502 judeus, 106 poloneses e 16 pessoas de outras nacionalidades. 5 267 evangélicos e 4 322 católicos.[20]
- 1900 – Chojnice recebe um sistema de abastecimento de água e uma usina elétrica. Ocorrem motins antissemitas na cidade.[21]
- 1904 – Fundação da Sociedade de Construção de Moradias Clericais de Chojnice.
- 1909 – Inauguração de um sistema de esgoto sanitário.
- 1910 – Chojnice tem 12.005 habitantes, 93% são alemães.[22]
- 1911 – O primeiro grupo de escoteiros da Pomerânia é formado em Chojnice.
- 1912 – O jornal Gazetę Chojnicką começa a ser publicado.

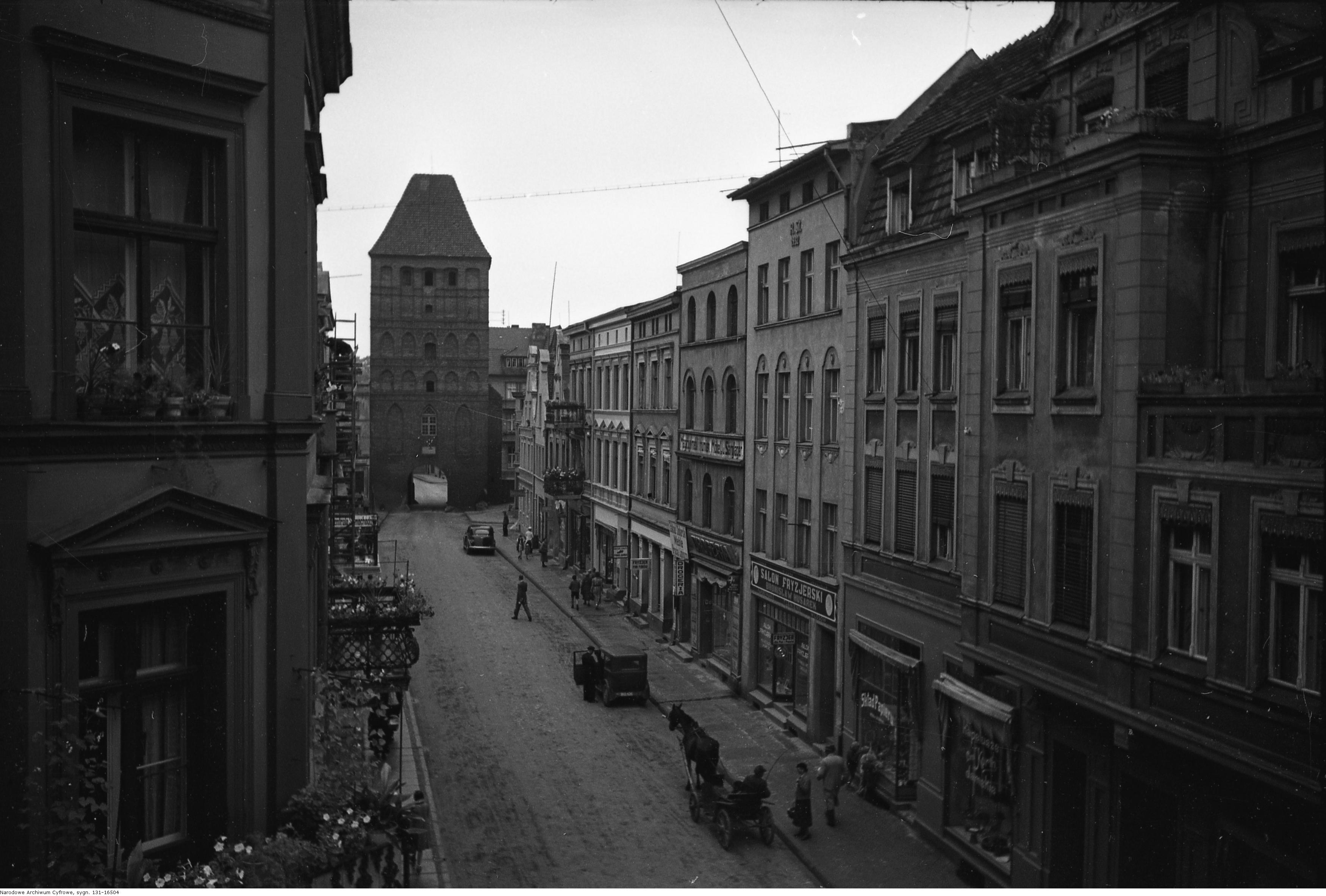
Chojnice em 1938 em uma fotografia de H. Poddębski

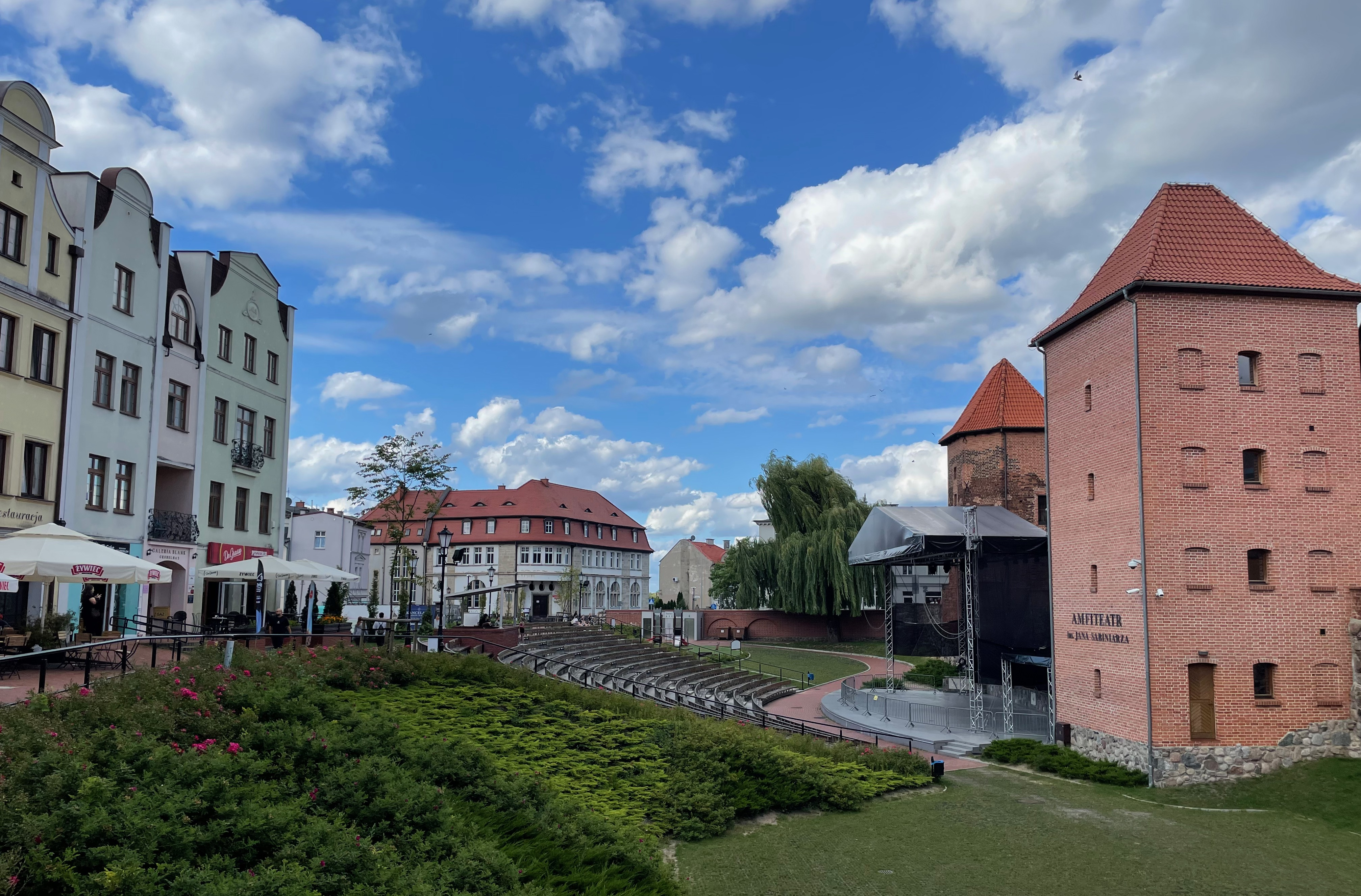
Fosso da cidade medieval, atualmente o Anfiteatro Jan Sabinieri

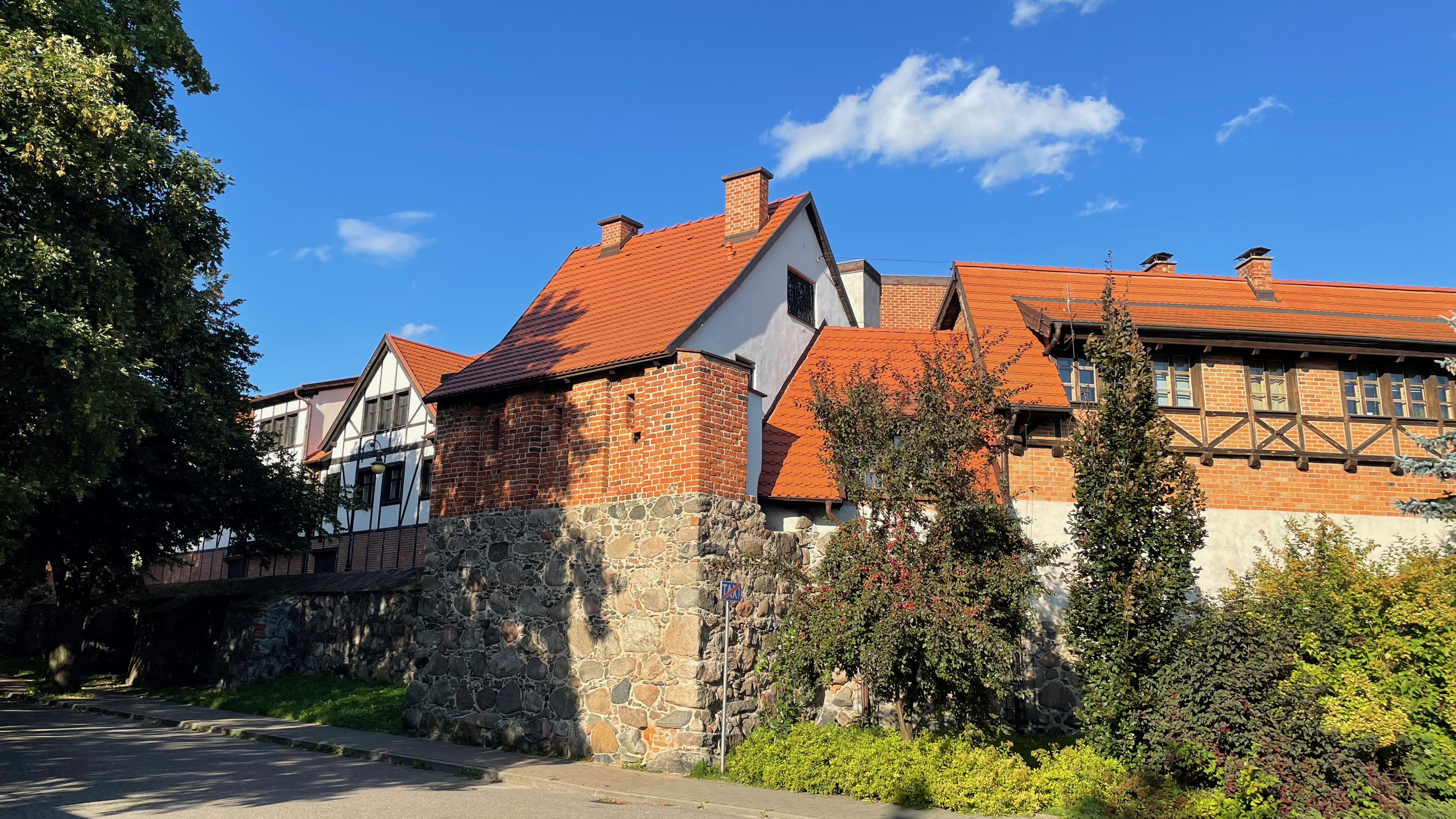
Parte das muralhas medievais, vista da rua Sukienników

- 1920 – O exército polonês, sob o comando do tenente-coronel Stanisław Wrzaliński, entra em Chojnice, que se torna parte da Polônia renascida.

Chojnice na Segunda República Polonesa e após a Segunda Guerra Mundial
- 1922 – O Clube de Vela de Chojnice, o mais antigo clube de vela da Polônia, é fundado.[23]
- 1922 – Fundação do grupo de escoteiros Hufiec.
- 1924 – Visita do Presidente da República da Polônia, Stanisław Wojciechowski.[24] Fundação de uma Escola de Comércio.
- 1927 – Visita do Presidente da República da Polônia Ignacy Mościcki.
- 1930 – O Ginásio Municipal Feminino começa a funcionar.
- 1932 – O Museu Regional é inaugurado.
- 1939 – Em 1 de setembro, às 4h45 da manhã, Chojnice foi atacada por tropas alemãs; foi travada uma batalha defensiva. Em 15 de setembro, foi realizada a primeira execução de três cidadãos poloneses na floresta da cidade. Em 24 de outubro, ocorreu a primeira execução em massa no “Vale da Morte”, onde, em 1939, cerca de 2 mil habitantes de Chojnice e arredores foram fuzilados.
- 1945 — Em 14 de fevereiro, a cidade foi capturada pelas tropas soviéticas, pondo fim à ocupação alemã de Chojnice.[25]
- 1950 – Os prédios do tribunal e dos correios são reconstruídos.
- 1959 – O transporte municipal de ônibus começa a funcionar.
- 1960 – O Museu Regional, agora Museu Histórico e Etnográfico, é reativado em 14 de fevereiro.
- De 1975 a 1998, a cidade foi administrativamente parte da voivodia de Bydgoszcz.
- 1992 – A Rádio Weekend local é inaugurada na cidade.
- 1993 – O Papa João Paulo II concede o título de Basílica menor à igreja paroquial local.
- 1997 – Uma filial da Universidade de Tecnologia de Koszalin é instalada em Chojnice.
- 1999 – Chojnice volta a ser uma cidade de condado.
- 2002 – São João Batista torna-se o santo padroeiro de Chojnice.
- 2004 – A Escola Superior Pública de Humanidades "Pomerania", com sede em Chojnice, foi inscrita no registro de universidades vocacionais não estatais.
- 2006 – O “Holiday Chojnice” conquistou o vice-campeonato e a Copa da Polônia de futsal.
- 2008 – Inauguração do desvio sul de Chojnice.
- 2016 – A equipe Red Devils Chojnice vence a Copa da Polônia de futsal.
- 2020 – Incêndio em um hospício local, resultando na morte de 4 pessoas.

## Monumentos históricos

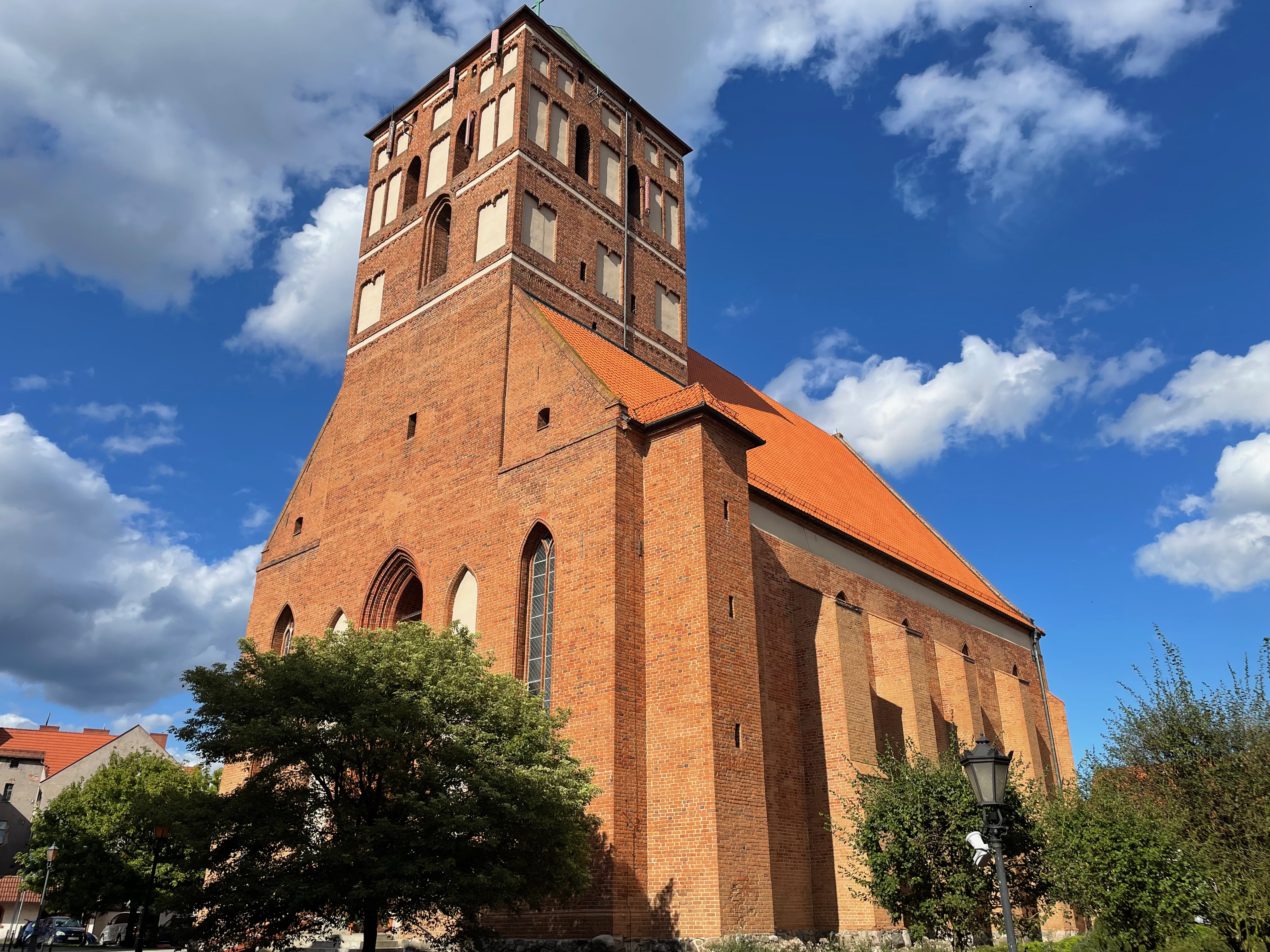
Basílica da Beatificação de São João Batista

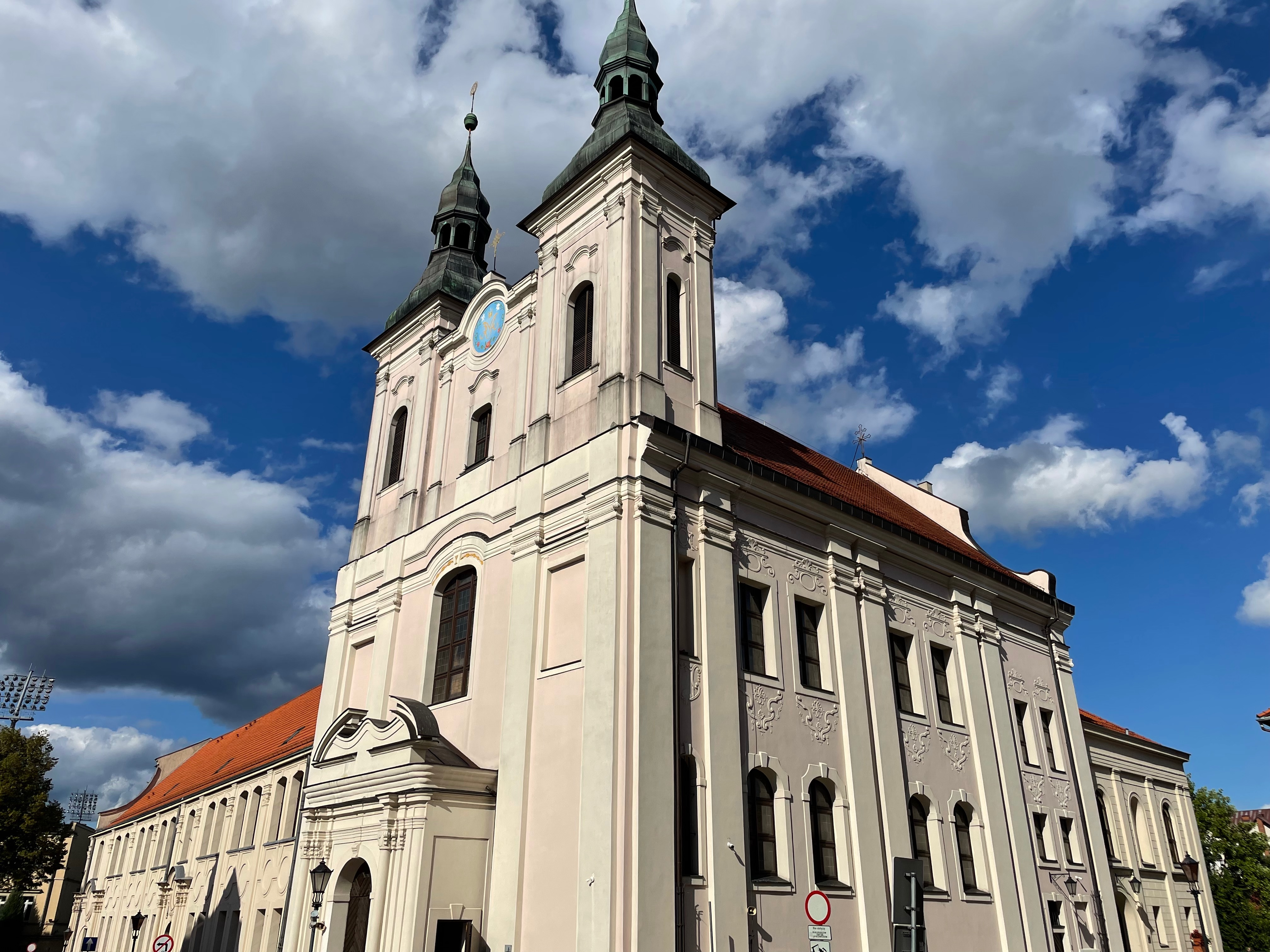
Igreja da Anunciação da Bem-Aventurada Virgem Maria

- Basílica da Santa Cruz. A Basílica de São João Batista, datada do século XIV. Segundo as lendas medievais, ela foi construída no local do templo pagão de Swietowit, o deus eslavo da colheita e da guerra. Casas paroquiais a leste da igreja (antiga — século XIV e nova — séculos XVIII e XIX).[26]
- Colégio barroco pós-jesuíta com a igreja do século XVIII da Anunciação da Bem-Aventurada Virgem Maria.[27][28]
- Muralhas medievais do século XIV cercando a Cidade Velha a oeste e parcialmente ao sul e a leste,[29] e várias torres (Crow, Szewska, Kurza Stopa).[30] O Portão Człuchowska (o único dos três sobreviventes) abriga o Museu Histórico e Etnográfico de Chojnice, enquanto as torres abrigam, entre outros, uma galeria de arte contemporânea, uma biblioteca e uma filial dos Arquivos do Estado.[31]
- O traçado espacial medieval da Cidade Velha com casas geminadas dos séculos XVIII e XIX.[32] Na praça principal, há uma fonte que lembra o classicismo, cujas esculturas retratam uma procissão de verão.
- Uma prefeitura neogótica construída em 1902 após a demolição da antiga prefeitura do século XVI, localizada na praça principal.[33]
- Konwikt – antiga igreja e mosteiro agostiniano construído entre 1786 e 1794, desde 1991 a sede da Escola de Ensino Médio Católica Romuald Traugutt.[34]
- Edifício do Estarostado de 1892 em estilo eclético, sede das autoridades do estarostado.[35]
- Celeiros na rua Krótka, construídos nos séculos XVIII e XX.
- Complexo de edifícios pós-hospitalares em estilo eclético da segunda metade do século XIX e início do século XX.[36]
- Torre de água[37]
- Estação ferroviária histórica do século XIX.

## Estrutura da área
Em 1 de janeiro de 2009, a cidade tinha uma área de 21,05 km². A cidade representa 1,54% da área do condado de Chojnice.
Segundo dados de 2002, as terras agrícolas cobriam 57% da área da cidade e as terras florestais, 5%.
Partes integrantes da cidade: Dolina, Grunowo, Igły, Małe Osady, Podlesie, Zamieście.

## Demografia
Conforme os dados do Escritório Central de Estatística da Polônia (GUS) de 31 de dezembro de 2024, Chojnice é uma cidade pequena com uma população de 38 508 habitantes (8.º lugar na voivodia da Pomerânia e 109.º na Polônia), tem uma área de 21,0 km² (15.º lugar na voivodia da Pomerânia e 286.º lugar na Polônia) e uma densidade populacional de 1 830 hab./km² (9.º lugar na voivodia da Pomerânia e 68.º lugar na Polônia). Entre 2002–2024, o número de habitantes diminuiu 2,4%.
Os habitantes de Chojnice constituem cerca de 40,21% da população do condado de Chojnice, constituindo 1,63%% da população da voivodia da Pomerânia.
| Descrição                         | Total      | Total    | Mulheres   | Mulheres | Homens     | Homens   |
| --------------------------------- | ---------- | -------- | ---------- | -------- | ---------- | -------- |
| unidade                           | habitantes | %        | habitantes | %        | habitantes | %        |
| população                         | 38 508     | 100      | 20 248     | 52,3     | 18 541     | 47,7     |
| área                              | 21,0 km²   | 21,0 km² | 21,0 km²   | 21,0 km² | 21,0 km²   | 21,0 km² |
| densidade populacional (hab./km²) | 1 830      | 1 830    | 957,1      | 957,1    | 872,9      | 872,9    |

Dados históricos
| Ano  | População |
| ---- | --------- |
| 2007 | 39 784    |
| 2008 | 39 960    |
| 2009 | 39 867    |
| 2010 | 39 919    |
| 2011 | 40 447    |
| 2012 | 40 306    |
| 2018 | 39 904    |
| 2019 | 39 804    |
| 2020 | 39 372    |
| 2021 | 39 158    |
| 2022 | 38 934    |
| 2023 | 38 729    |

## Economia
Há uma filial da Zona Econômica Especial da Pomerânia em Chojnice, e uma Incubadora de Tecnologia no Centro de Educação e Implementação de Chojnice tem trabalhado para as empresas desde 2011. Vários bancos de varejo têm seus pontos de venda em Chojnice.
Há muitas instalações turísticas em Chojnice e nas imediações, incluindo um parque aquático e uma marina de vela (Charzykowy). A cidade é visitada por inúmeros turistas, inclusive estrangeiros, especialmente alemães. Chojnice é uma base turística para viagens ao sul da Cassúbia, as chamadas Gochy e Zabory.
Chojnice é um tipo de centro regional. Isso se deve ao fato de que a cidade mais próxima de tamanho semelhante (mínimo de 40000 habitantes) fica a aproximadamente 70 km a oeste (Szczecinek), cerca de 90 km ao sul (Bydgoszcz), cerca de 100 km ao norte (Słupsk), cerca de 80 km a leste (Starogard Gdański) e cerca de 120 km a nordeste (Tricidade).
Essa situação faz com que muitas pessoas se desloquem das cidades vizinhas para Chojnice. Graças ao comissionamento do novo chamado desvio sul, que custou, segundo a Direção-Geral de Estradas Nacionais e Autoestradas, mais de 200 milhões de złotys, foi possível acelerar significativamente a passagem e o trânsito de mercadorias na estrada nacional n.º 22. Também há planos para construir o chamado desvio ocidental, permitindo a passagem para Charzyki e o acesso na estrada n.º 212, que leva a Bytów, sem entrar em Chojnice.
Comércio e serviços
A cidade tem lojas de varejo das seguintes redes: Biedronka, Lidl, Netto, Kaufland, Carrefour e Polo. Em 2013, foi construído o centro comercial “Brama Pomorza”, o maior da parte sul da voivodia da Pomerânia. Além disso, o parque de varejo Retail Partners, com uma área total de 8500 m², foi inaugurado em maio de 2020.

## Meios de comunicação
- Estações de rádio que transmitem de Chojnice:
  - Rádio Głos[49]
  - Rádio Weekend Chojnice[50]

- Portais da Internet:
  - ChojniceInfo — o portal está funcionando desde 2000[51]
  - Chojnice24[52]
  - chojnice.com — portal em operação desde junho de 2009[53]
  - chojnice.dlawas.info — portal regional da Web em operação desde agosto de 2016
  - historiachojnic.com — portal histórico de Chojnice[54]
  - chojnice.naszemiasto.pl — portal com informações atualizadas sobre a cidade e a região de Chojnice
  - Chojnice.pl — portal de notícias
  - e-Chojnice.pl — serviço de classificados[55]
  - chojnice.tv — portal com transmissões ao vivo e reportagens em vídeo de Chojnice e arredores[56]

Jornais locais
- - Gazeta Pomorska — edição diária de Chojnice (cobertura: condado de Chojnice, condado de Człuchowski — ambos na voivodia da Pomerânia, condado de Sępólno, condado de Tuchola)

## Transportes

### Transporte rodoviário
| Estrada n.º        | Trajeto                                                                       | Quilômetro urbano                            |
| ------------------ | ----------------------------------------------------------------------------- | -------------------------------------------- |
| Estrada nacional   | Gorzów Wielkopolski – Człopa – Wałcz – Człuchów – Chojnice – Malbork – Elbląg | desvio de Chojnice                           |
| Estrada provincial | Bytów – Chojnice – Zamarte                                                    | ruas: Bytowska, Stefana Batorego, Sępoleńska |
| Estrada provincial | Korne – Chojnice                                                              | rua Kościerska                               |
| Estrada provincial | Świecie – Tuchola – Chojnice                                                  | ruas: Sukienników, Gdańska, Tucholska        |

Em 28 de novembro de 2008, o desvio de 14 quilômetros de Chojnice foi concluído. O trabalho no desvio durou mais de dois anos. O desvio tem dois cruzamentos (Chojnaty e Lipienice) e foi dividido em três seções:
- Seção Nieżywięć-Chojnaty: pista simples com 7 metros de largura — 2 pistas com 3,5 metros de largura cada, acostamentos reforçados com 1,50 metros de largura.
- Seção Chojnaty-Lipienice: seção de pista dupla, cada pista com 7 metros de largura, duas pistas em cada direção com acostamentos betuminosos de 2 m de largura, pista divisória com 4,5 m de largura.
- Seção Lipienice-Pawłowo: seção de pista simples com três faixas, cada faixa com 3,5 m de largura (duas faixas em direção a Chojnice, uma em direção a Starogard Gdański).[57]

Em janeiro de 2024, uma nova seção da estrada provincial n.º 212 (chamada de desvio ocidental) está em construção para tirar o tráfego de trânsito do centro da cidade.
Chojnice abriga a sede da PKS Chojnice, que opera linhas de transporte nos condados de Chojnice, Tuchola e Sepolno. Em 31 de dezembro de 2012, seu balanço total era de 10,94 milhões de PLN, patrimônio líquido de 5,53 milhões de PLN e capital social de 6,84 milhões de PLN. A receita de vendas em 2012 foi de 40,54 milhões de PLN, o prejuízo líquido foi de 303,36 mil PLN e 117 pessoas foram empregadas. Em 11 de setembro de 2013, o Tesouro do Estado vendeu a empresa para a Blue Line Sp. z o.o. Varsóvia por  840.125,55 PLN, obtendo 14,73 PLN por ação.

### Transporte ferroviário

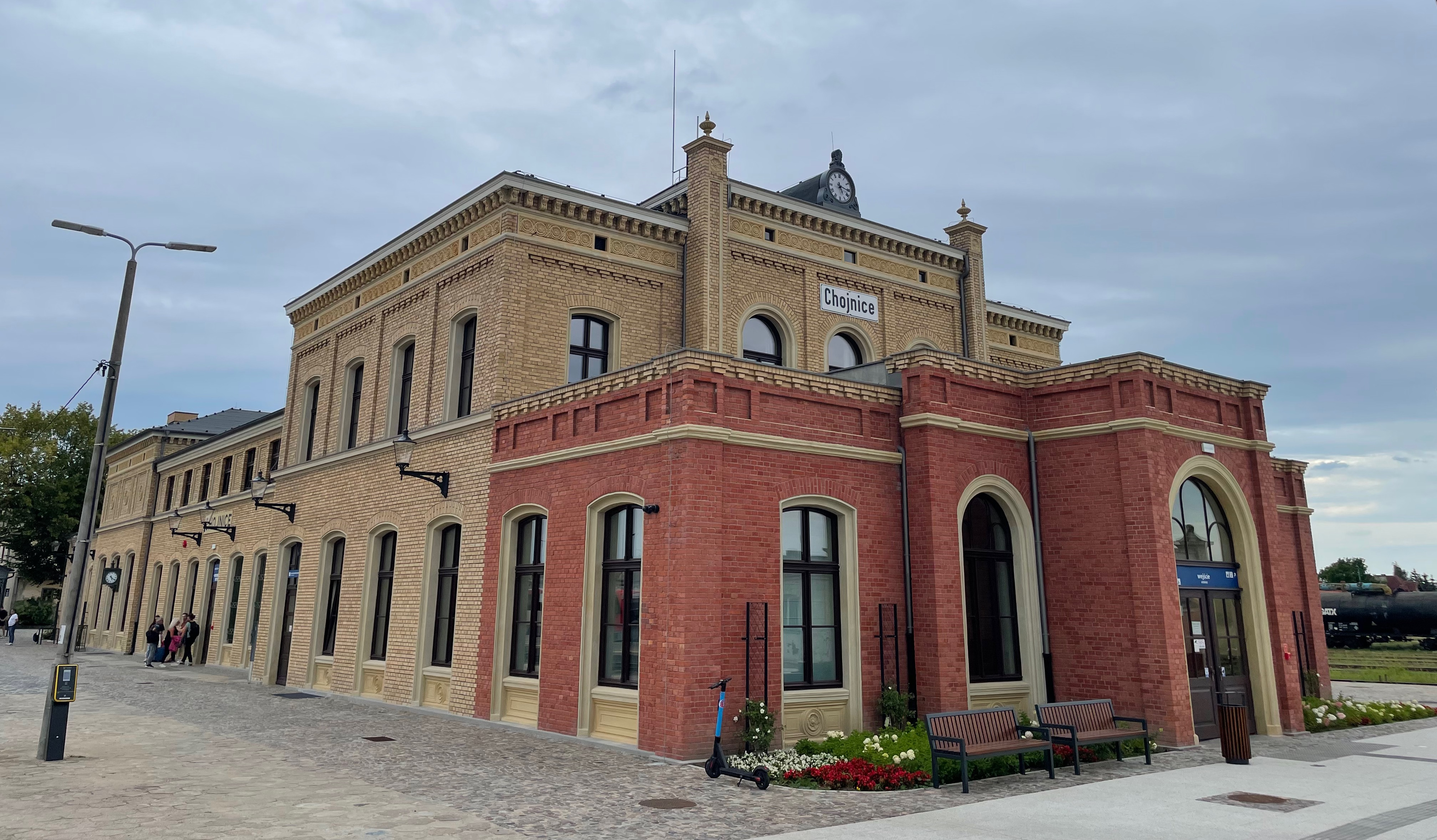
Estação ferroviária vista de frente

A estação ferroviária de Chojnice é um entroncamento ferroviário onde cinco linhas ferroviárias se encontram: 203 (Tczew-Chojnice-Kostrzyn), 208 (Działdowo - Chojnice), 210 (Chojnice — Runowo Pomorskie), 211 (Chojnice — Koscierzyna) e 281 (Oleśnica — Chojnice). Todas as linhas são não eletrificadas, ativas no tráfego de carga e passageiros, apenas na linha ferroviária n.º 281 os trens de passageiros para Nakło nad Notcią foram suspensos em 2000.
Atualmente, é possível pegar um trem direto de Chojnice para:
- Bydgoszcz via Tuchola, Wierzchucin
- Kościerzyna via Brusy
- Piła e Krzyża via Złotów
- Szczecinek via Człuchów
- Tczew via Czersk, Starogard Gdański, rotas selecionadas via Gdansk para Gdynia (na alta temporada para Hel).

### Transporte aéreo
Em 28 de agosto de 2012, o heliponto sanitário na rua Leśnej foi oficialmente inaugurado.

### Transporte público
A Empresa de Transporte Público Sp. z o.o. em Chojnice é uma empresa de transporte operacional com sede em Chojnice. Opera serviços de ônibus organizados pelo município de Chojnice. Além disso, opera um posto de gasolina, um posto de inspeção veicular e um lava-jato em sua sede na rua Angowicka.
Em 2018, a empresa recebeu novos ônibus MAN e Iveco MMI comprados como parte do projeto “Criação de centros de integração de transporte com caminhos para pedestres e ciclistas e desenvolvimento de transporte coletivo público na Área Funcional Urbana de Chojnice-Człuchów”. Esses são os primeiros ônibus a ter um sistema dinâmico de informações aos passageiros com anúncios de voz nas paradas.

## Educação

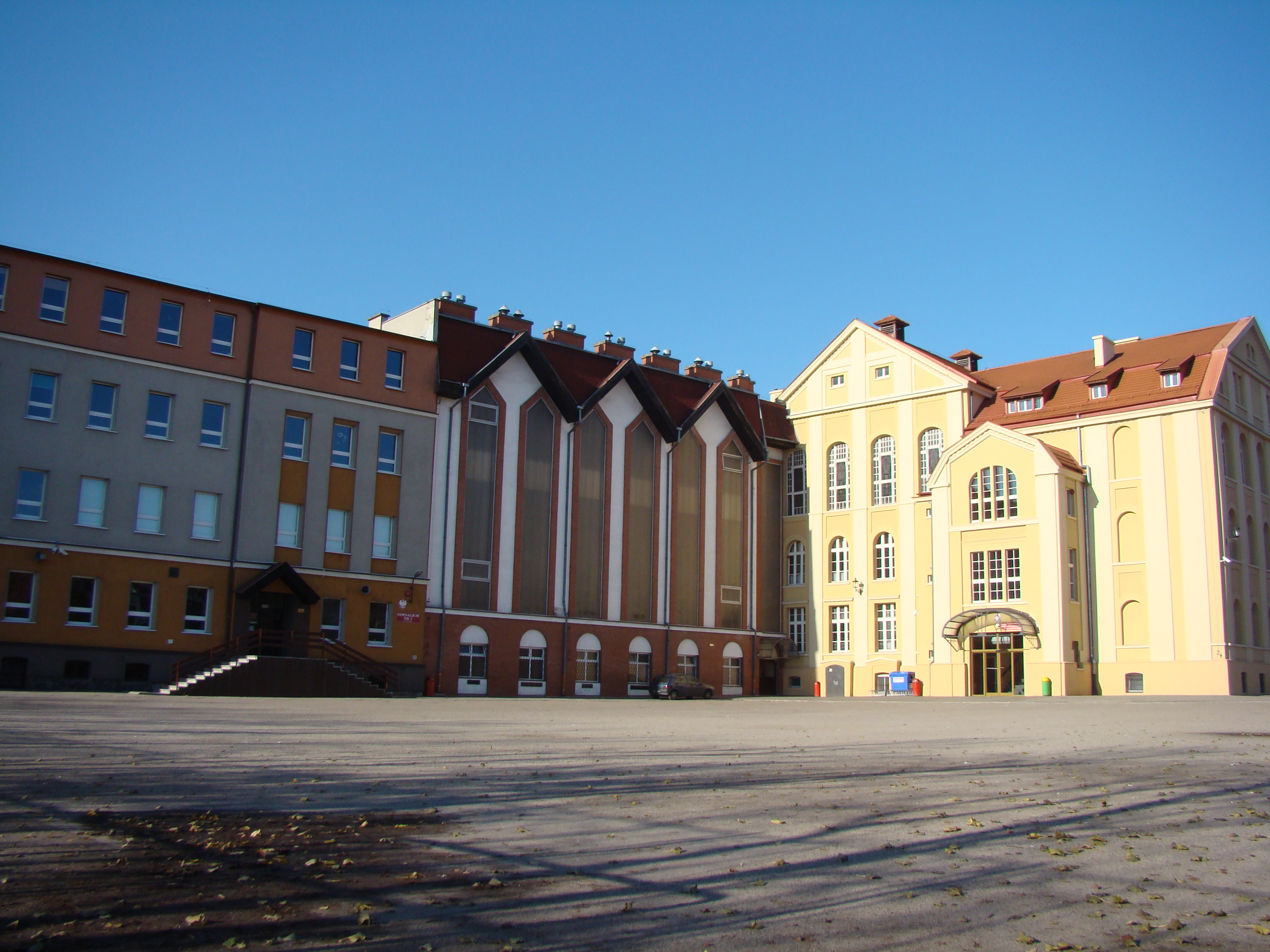
Escola primária n.° 1

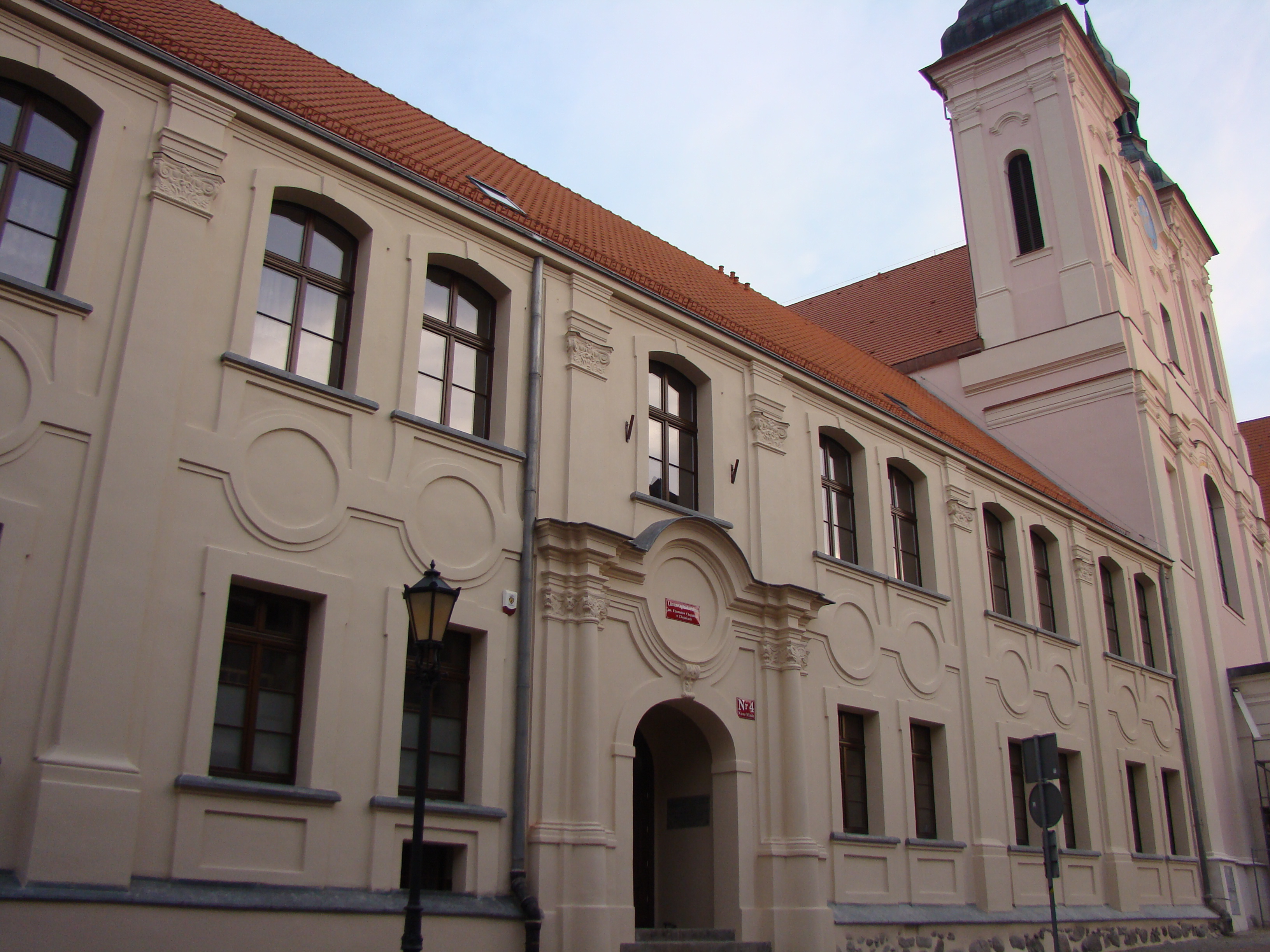
Escola secundária Filomática de Chojnice

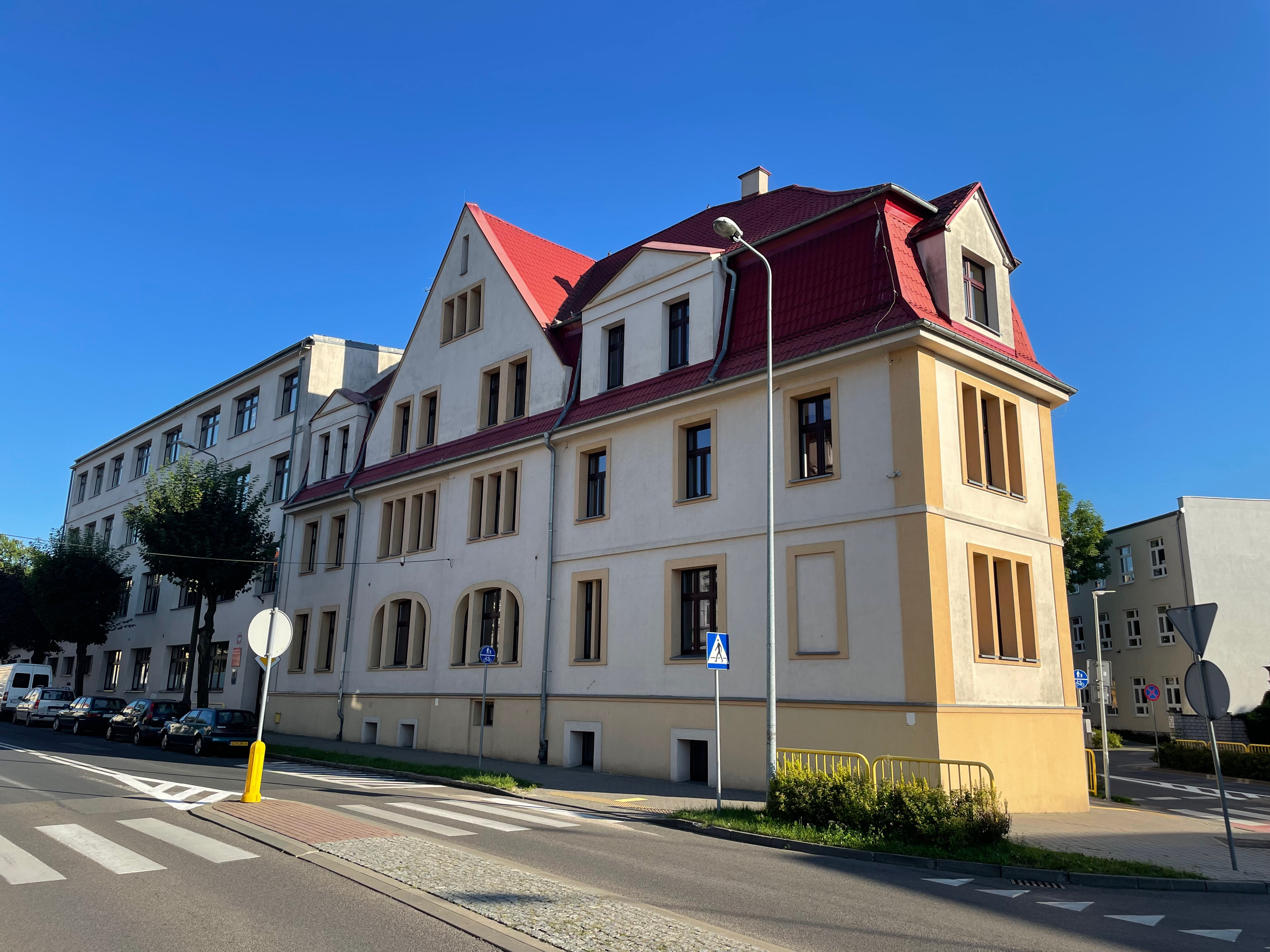
Escola secundária Técnica n.º 2

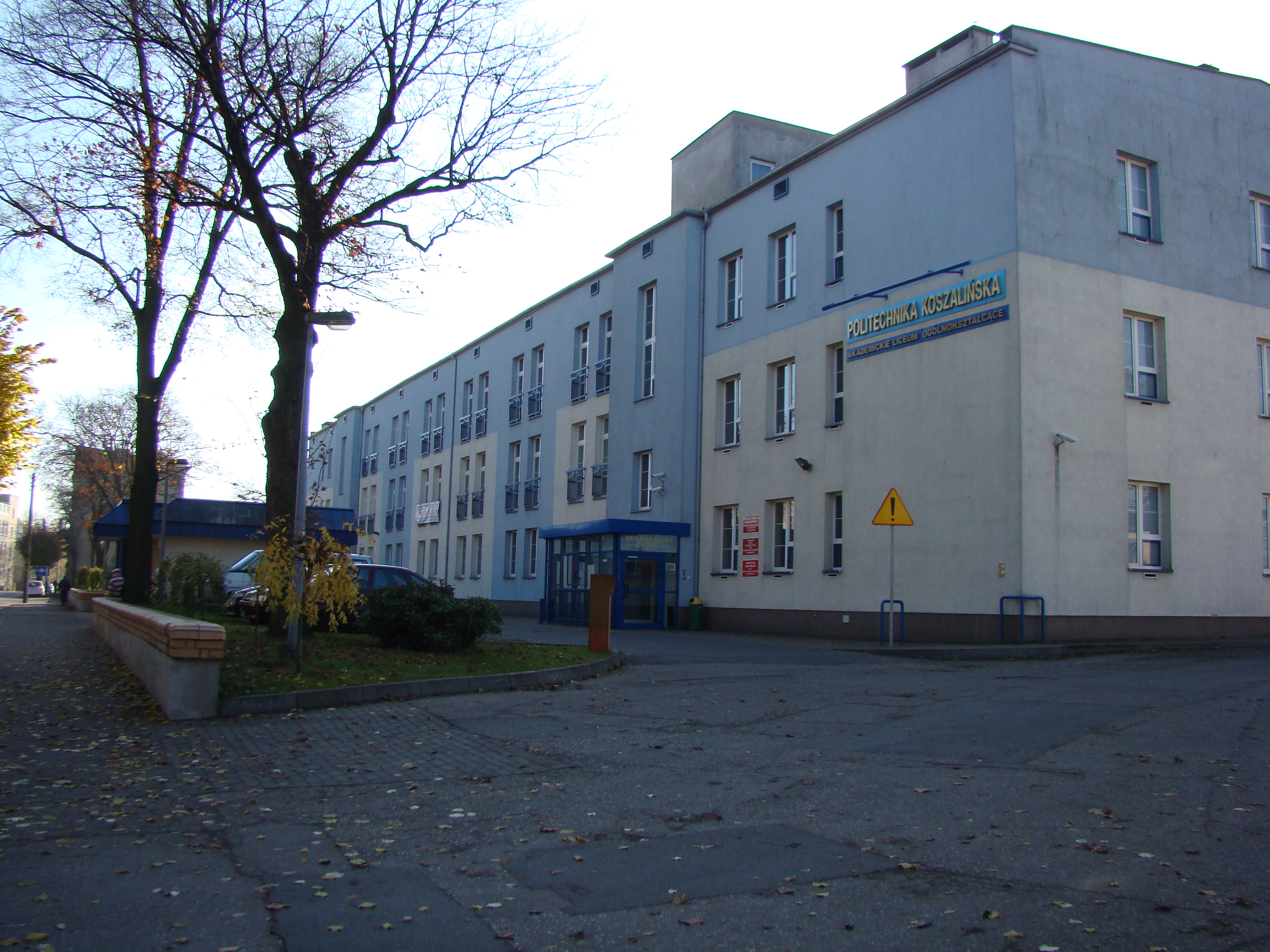
Universidade de Tecnologia de Koszalin, filial de Chojnice

### Creches
- Creche municipal em Chojnice (prédio da escola maternal número 9 do governo local)

### Jardins de infância
- Jardim de infância “Conto de Fadas”
- Jardim de infância n.º 6
- Jardim de infância n.º 7
- Jardim de infância n.º 9 “Skrzaty”, jardim de infância do governo local (com alas de integração)
- Jardim de infância católico
- Jardim de infância “Jarzębinka”

### Escolas primárias
- Escola primária n.º 1 J. Rydzkowski (com unidades de integração)
- Escola primária n.º 3 Memorial dos Ferroviários de Chojnice
- Complexo de escolas especiais (escola primária, preparatória para o trabalho)
- Escola primária n.º 5 J.H. Derdowski
- Escola primária n.º 6 (Albergue para Jovens em Chojnice)
- Escola primária n.º 7 Jan Karnowski no Complexo Escolar n.º 7
- Escola primária n.º 8 João Paulo II
- Comunidade da Escola Católica Piotr Dunin em Chojnice

### Escolas secundárias gerais
- II Escola secundária General Władysław Anders[64]
- Escola secundária católica Romuald Traugutt[65]
- Centro de Educação Básica para Adultos, Escola secundária Geral para Adultos[66]
- Escola secundária Filomática em Chojnice[67]

### Escolas profissionalizantes
- Escola secundária profissionalizante n.º 1 no Complexo de escolas secundárias n.º 1 Tajnej Organizacji Wojskowej “Gryf Pomorski”[68]
- Escola essencial profissionalizante n.º 2 no Complexo de escolas secundárias n.º 2 São José Padroeiro dos Artesãos[69]
- Escola secundária para adultos Real Chojnice[70]

### Universidades
- Universidade de Tecnologia de Koszalin — filial em Chojnice[71]
- Academia de Ciências Aplicadas de Sopot — filial em Chojnice[72]
- Escola Superior Geral de Humanidades “Pomerania” em Chojnice[73]

### Tecnologia
- Escola Técnica n.º 1 em Chojnice[68]

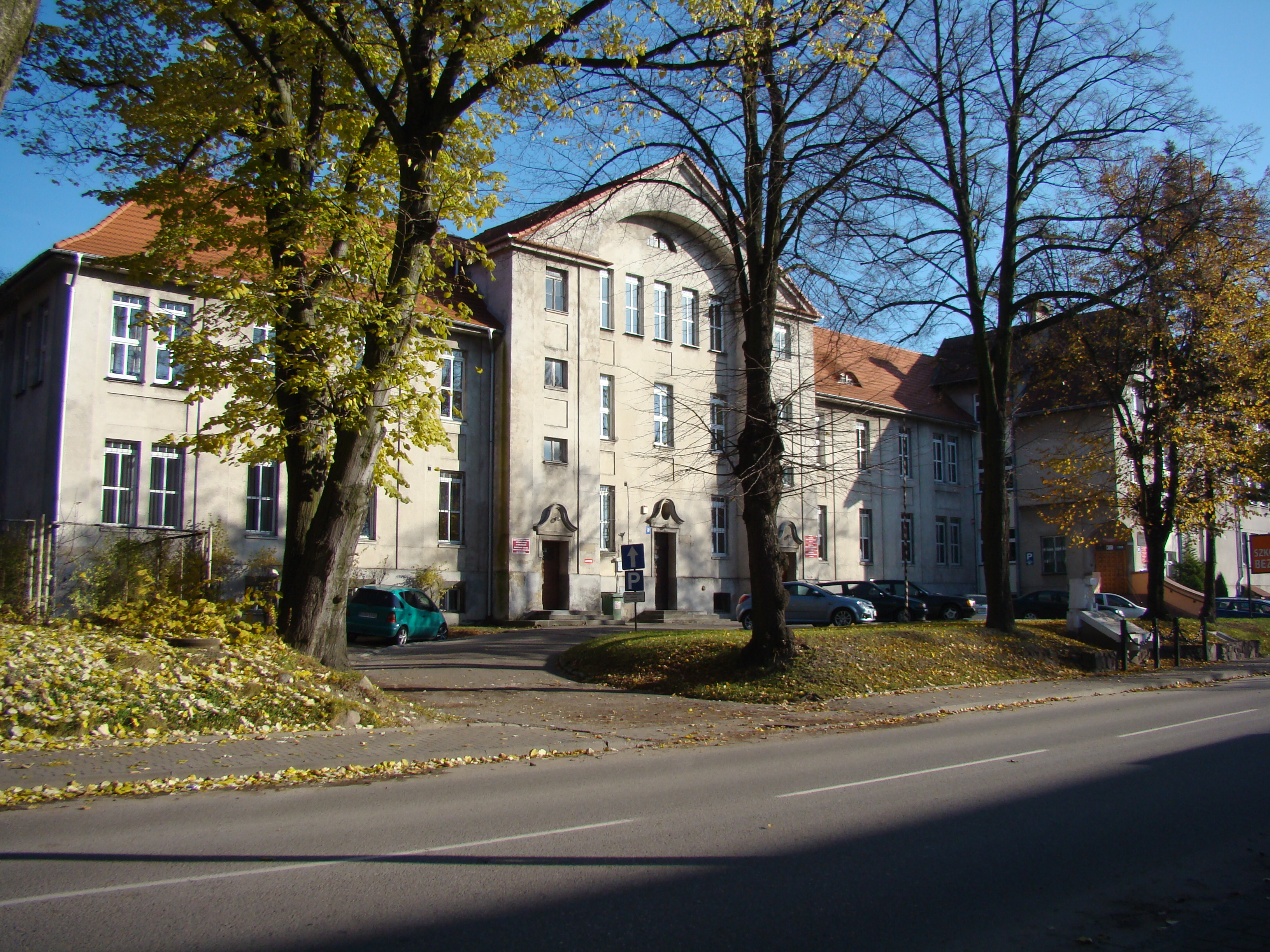
Centro de aprendizado contínuo

- Escola Técnica n.º 2 no Complexo de Escolas Secundárias Superiores[74]
- Escola Técnica n.º 3 no Complexo de Escolas de Ensino Médio Bohaterów Szarży Pod Krojantami[75]
- Escola Técnica Secundária n.º 4 no Complexo de Escolas Secundárias n.º 2 São José Patrono dos Artesãos
- Centro de Educação Continuada[66]
- Escola Técnica Secundária Stefan Bieszek[67]
- Escola Técnica do Esquadrão 303 do Instituto de Treinamento Vocacional de Bydgoszcz[76]

### Escolas de música
- Escola de música de primeiro grau em Chojnice[77]

## Esportes

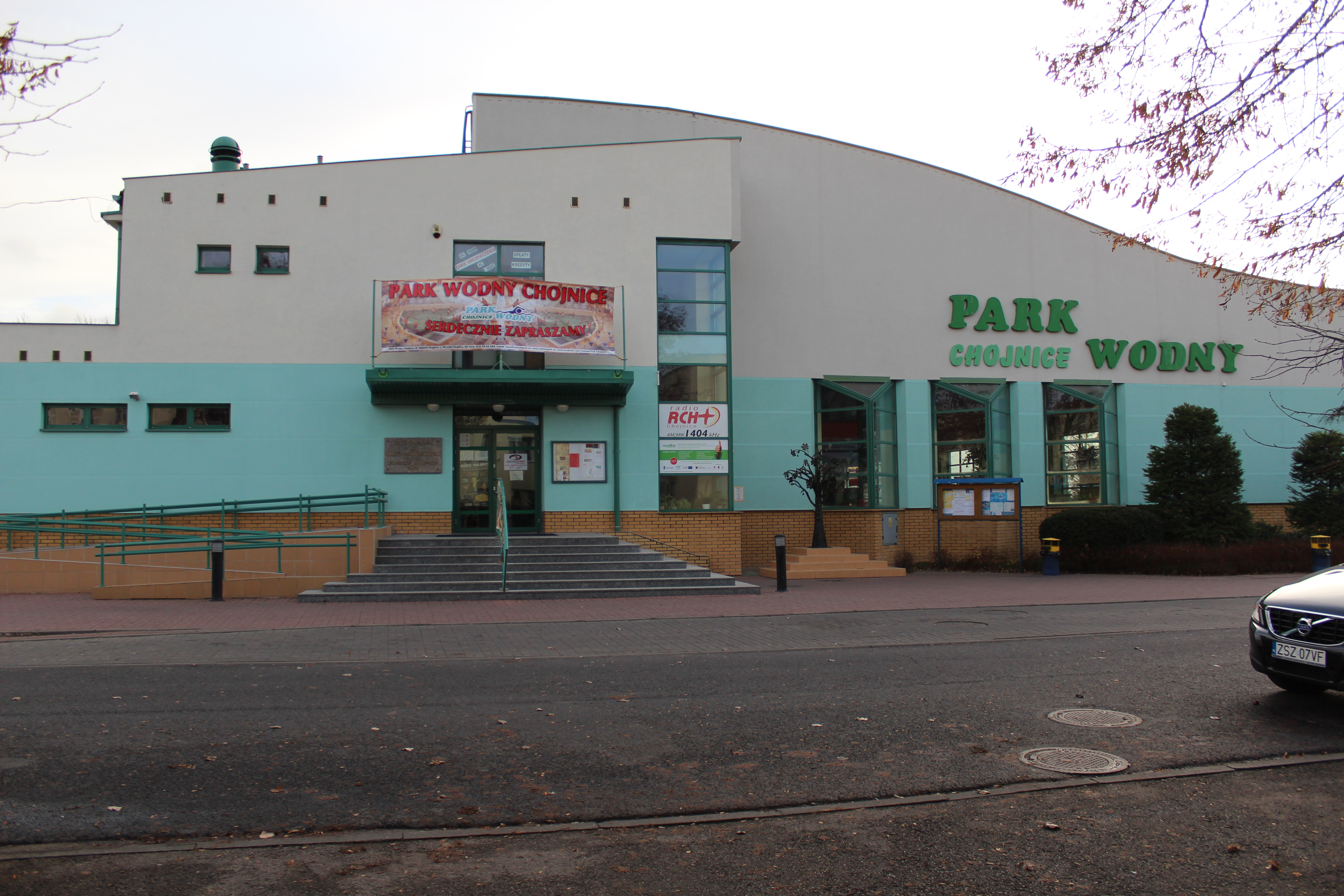
Parque aquático em Chojnice

Chojnice é um centro esportivo na parte sul da Pomerânia. Há mais de uma dúzia de associações envolvidas em esportes na cidade.

### Clubes esportivos
- Artes marciais mistas
  - Centro de artes marciais em Chojnice — um clube que oferece treinamento para crianças, jovens e adultos em várias artes marciais, como MMA, BJJ (jiu-jítsu brasileiro), boxe ou krav maga. Uma equipe de treinamento altamente qualificada e um salão muito bem equipado fazem deste local um dos mais profissionais da Pomerânia.[78]
- Boxe
  - UKS “Ósemka” Chojnice — um clube dedicado ao treinamento de jovens. A equipe inclui o representante nacional juvenil Kazimierz Łęgowski. As aulas no clube são conduzidas, entre outros, por Marcin Łęgowski, ex-representante sênior da Polônia e medalhista no Campeonato Europeu Sênior.[79]
  - KS Boxing Team Chojnice — um clube envolvido no treinamento de jovens e na organização de eventos de boxe sênior. As aulas do clube são ministradas, entre outros, pelo múltiplo campeão juvenil polonês, Marcin Gruchała. Os maiores sucessos do clube entre 2008 e 2010 foram os campeonatos femininos juniores de Sandra Rybakowska da Polônia em 2008 e 2009 na categoria de 52 kg e em 2010 na categoria de 57 kg, bem como o 5.º lugar no Campeonato Europeu Juvenil na cidade búlgara de Jamboł em 2008.[80]
- Futsal
  - Red Devils Chojnice (liga principal) — vice-campeão em 2013 e vencedor da Copa da Polônia em 2016.[81]
  - Red Devils II Chojnice (segunda divisão).
  - Holiday Chojnice — clube agora extinto, duas vezes vice-campeão polonês, vencedor da Copa da Polônia.
- Atletismo
  - Chojniczanka Chojnice — clube envolvido no treinamento de jovens. Atualmente, conta com Kamila Kubaczyk, medalhista de bronze no Campeonato Polonês Júnior Indoor na corrida de 60 m.
  - Florian Chojnice — uma seção do clube esportivo Kolejarz Chojnice, com vários medalhistas nos campeonatos de corrida de longa distância com veteranos e bombeiros poloneses em sua equipe.[82]
- Caratê
  - Clube de Karatê Chojnicki Kyokushin[83]
- Petanca
  - ChTPF Chojnice (2ª liga).[84]

- Futebol
  - Chojniczanka Chojnice (II liga)[85]

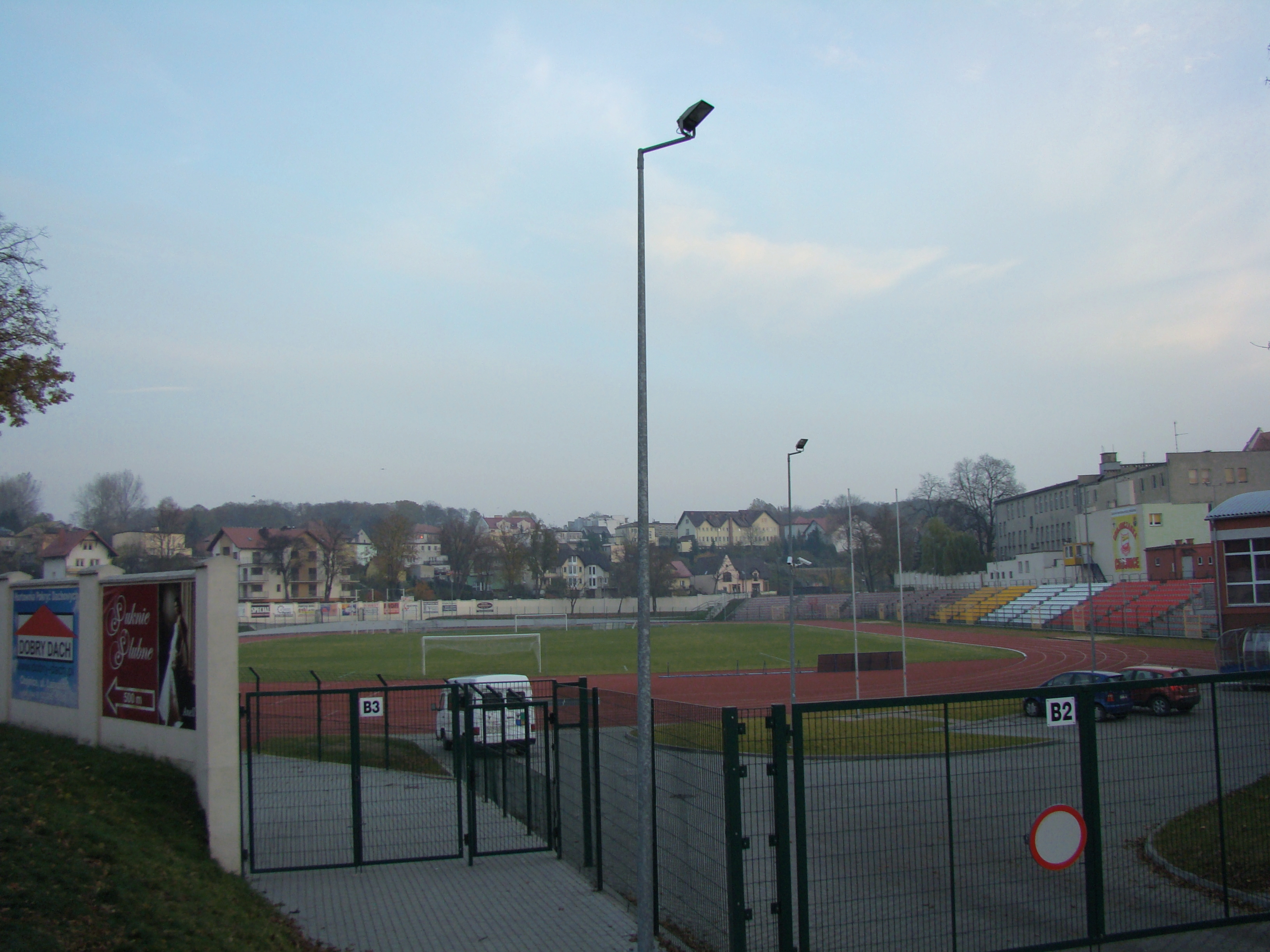
Gramado do Estádio Chojniczanka

  - Chojniczanka II Chojnice (IV liga).
  - Kolejarz Chojnice (V liga).[86]
- Rugby
  - UKS Rugby Tur Chojnice — clube de treinamento para jovens, fundado em 22 de maio de 2003.[87]
- Voleibol:
  - UKS “Ósemka” Chojnice — clube com várias seções, que treina jogadores de vôlei e jogadores de vôlei. Iniciado em 2008.[79]
- Tênis de mesa
  - Ósemka Chojnice — um clube esportivo estudantil que monta uma equipe para partidas da liga. Os jogadores de tênis do Ósemka jogam na 3.ª liga de tênis de mesa da Pomerânia.
- Xadrez
  - Ósemka Chojnice — um clube esportivo estudantil em Chojnice, que tem uma equipe nas competições da liga. Os jogadores de xadrez do Ósemka jogam na 3.ª liga de xadrez da Pomerânia, no distrito e na classe A.
- Navegação à vela
  - Chojnicki Klub Żeglarski — ganha medalhas e títulos do campeonato polonês em várias classes todos os anos. A atividade mais desenvolvida do clube é na classe Optimist; os competidores do ChKŻ também competem com sucesso nas classes ISA 407, Laser, 420 e 470.[88]
- Animadora de torcida
  - UKS Ósemka — treinamento de meninas nas categorias júnior, juvenil e sênior. Seção ativa desde 2007.

### Instalações esportivas
- Parque Central de Chojnice — salão de esportes e entretenimento, com 43 m de comprimento, 22 m de largura e 7 m de altura, que pode receber jogos de futsal, handebol, basquete e vôlei, sede do Red Devils Chojnice.
- Parque aquático em Chojnice.
- Estádio Municipal de Chojniczanka 1930 — estádio de futebol e atletismo, sede do Chojniczanka Chojnice.
- Modrak Chojnice — estádio de futebol com vestiários e uma pequena arquibancada, sede do segundo time do Chojniczanka Chojnice.[89]
- Estádio Municipal Ferroviário – estádio de futebol, sede do Kolejarz Chojnice.[90]

## Comunidades religiosas

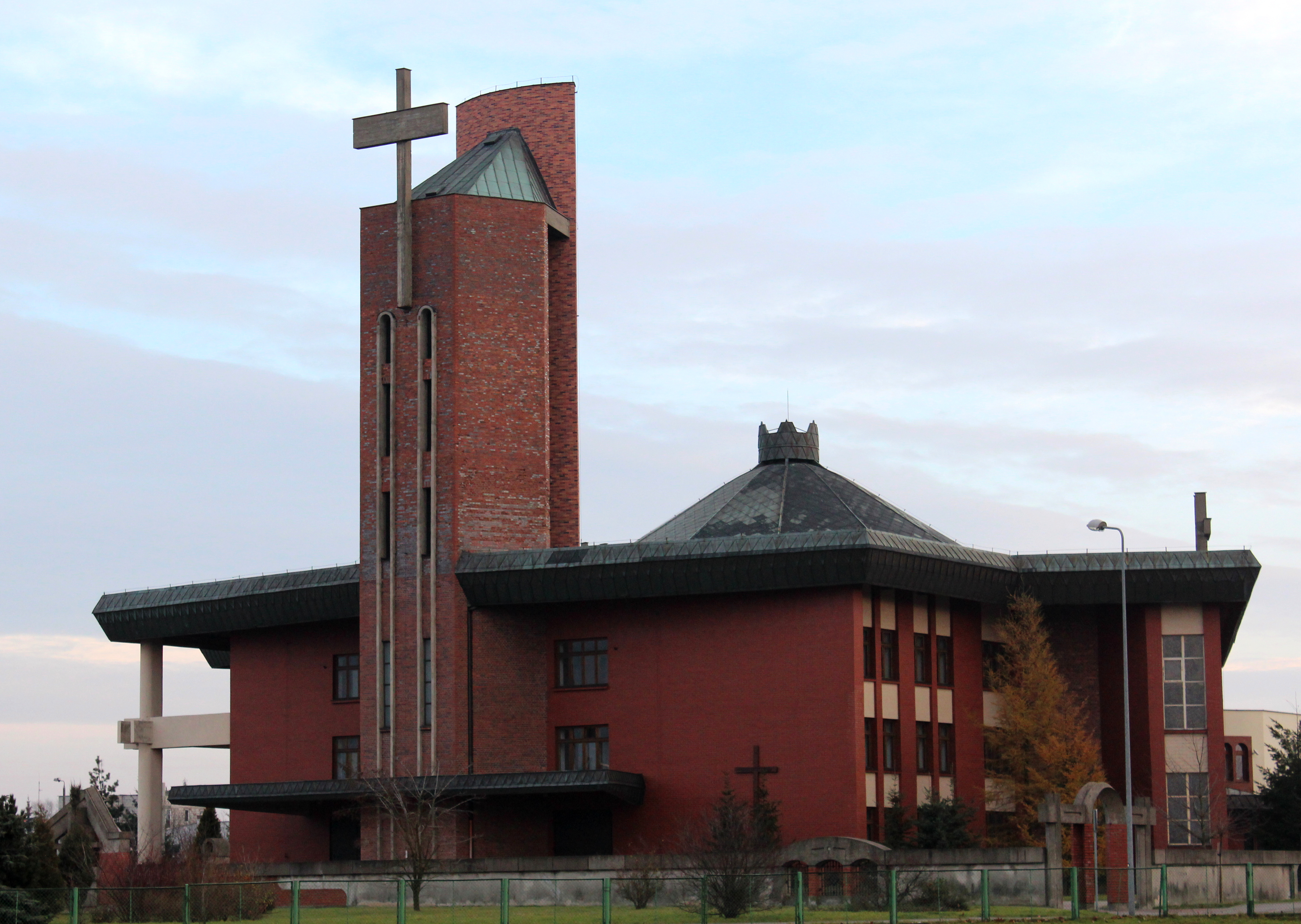
Igreja de Nossa Senhora, Rainha da Polônia

As atividades religiosas são realizadas na cidade:
- Irmandade Evangélica na Polônia
  - Igreja em Chojnice
- Igreja Adventista do Sétimo Dia
  - Igreja em Chojnice[91]
- Igreja Batista Cristã na Polônia
  - Igreja em Chojnice[92]

Igreja Pentecostal na Polônia
- - Igreja em Chojnice[93]
- Igreja Católica de Rito Latino
  - Paróquia de Cristo Rei e do Beato Daniel Brottier[94]
  - Paróquia de Nossa Senhora de Fátima[95]
  - Paróquia de Nossa Senhora, Rainha da Polônia[96]
  - Paróquia de São João Batista[97]
  - Paróquia de Cristo Misericordioso[98]
  - Paróquia de Santa Jadwiga, a Rainha[99]
- Igreja Pentecostal na Polônia
  - Igreja em Chojnice[100]
- Testemunhas de Jeová (Salão do Reino, rua Wysoka, 41A):
  - Igreja Chojnice-Leste
  - Igreja Chojnice-Oeste (incluindo grupo de língua russa)

## Comunas vizinhas
Chojnice, Człuchów, Kęsowo, Czersk, Brusy